# 도쿄 베르디
도쿄 베르디(일본어: 東京ヴェルディ 도쿄 베루디[*])는 일본 도쿄도를 연고지로 하는 J리그 소속 축구단으로 1969년 요미우리 FC로 창단했다. 구단 명칭 중 베르디(Verdy)는 포르투갈어로 녹색을 뜻하는 "베르데"(Verde)에서 파생되어 나온 것이다.
1990년대 미우라 가즈요시, 루이 라모스, 하시라타니 데쓰지, 기타자와 쓰요시, 다케다 노부히로, 다카기 다쿠야, 마에조노 마사키요 등 일본 축구 국가대표팀 주축 선수들이 활약하였다.

## 역사
모체는 일본의 대표 보수언론 중의 하나인 요미우리 신문과 계열사인 닛폰 TV (NTV), 호치신문사, 요미우리랜드가 출자해 1969년 창단한 요미우리 FC이며 1969년 도쿄 지역 축구 리그 B에 최초로 참가한 이 후 그 해 우승으로 바로 다음해 리그 A로 승격 그리고 리그 A에서 또다시 우승으로 1971년 간토 지역 축구 리그로 승격하였다. 간토 지역 축구 리그로 승격한 바로 그 해 3위를 차지하여 다시 1972년 일본 축구 리그 JSL 2부 리그로 승격하였다. 그 후 1978년 마침내 당시 일본 국내 축구 리그 최고 레벨인 JSL 1부 리그에 입성하였다.
이후 JSL 1부 3회(1982, 1983, 1987), 천황배 1회(1987), 아시안 클럽 챔피언십 1회(1988) 우승을 기록하며 당시 일본 최고 명문구단으로 자리매김 하였으며, 1992년 J리그의 전초전인 야마자키 나비스코컵 원년 대회에서 시미즈 에스펄스를 꺾고 우승을 차지한다.
요미우리 축구단은 JSL 시절 도쿄 국립경기장과 도쿄 23구의 하나인 기타구에 소재한 니시가오카 축구전용구장, 세타가야구에 위치한 코마자와 올림픽 공원 종합운동장 육상경기장에서 대부분의 홈경기를 개최했기 때문에 1993년 J리그 출범 당시 원래 연고지였던 도쿄 연고지를 유지한 채 J리그에 참가하길 원했지만 기존에 사용하던 두 경기장은 모두 국립이기 때문에 특정 프로팀의 소유가 될 수 없어 신청할 수 없었다. 그리고 도쿄 세타가야구에 있는 코마자와 올림픽공원 종합 운동 육상 경기장도 검토하였으나, 당시 조례에 의해 야간 조명설비의 설치가 금지되어 있어 불가능했다. 요미우리 축구단은 후츄경마장도 검토하였으나, 경마장인 문제로 불가능했다. 이에 따라 가와사키시의 도도로키 육상 경기장을 증개축 조건으로 홈 경기장 신청하였고, 승인받아 베르디 가와사키가 된다.
하지만 향후 도쿄 연고지 복귀를 염두에 두고 요미우리 미디어계열을 중심으로 자체적인 구단명칭은 요미우리 베르디를 사용하였다.
출범 후 J리그 원년인 1993년 J리그 2관왕(J리그, 리그컵)을 차지하며 최고 인기 구단으로 자리잡았다. 한편 이런 여세를 몰아 출범 당시 좌절되었던 도쿄 연고지로의 복귀를 1993년 말 추진하였지만 J리그 출범 1년 만에 지역밀착을 중시하는 J리그 이념에 금이 가고 도쿄 연고지 구단에 인기가 집중될 것을 우려한 J리그 연맹의 반대로 다시 한번 좌절되었다.
당시 와타나베 쓰네오를 비록한 구단 수뇌부는 일본 프로야구 요미우리 자이언츠처럼 요미우리 축구단 역시 일본 최대 시장인 도쿄 연고지를 발판으로 J리그의 전국구 인기 구단으로 만들고자 하였으며
반대로 당시 J리그 연맹 회장이었던 가와부치 사부로를 비롯한 J리그 수뇌부는 한 두개의 전국구 구단의 과도한 인기에 의존하기보다는 모든 구단들이 지역 밀착에 의거해 평등 구조로 리그를 운영하려던 이념을 가졌고 이 사이에 갈등이 생겼다.
그 후 1994년 J리그 3관왕(J리그, 리그컵, 슈퍼컵)을 차지하며 상승세를 이어갔지만 1995년 J리그 챔피언결정전 준우승 및 1996년 천황배 우승을 마지막으로 팀이 쇠락기를 맞게 된다.
1999년 10월 계속되는 누적 적자로 가와사키시에서는 앞으로 구단의 미래가 불투명하다며 공식적으로 도쿄 연고지 이전 결정을 발표하였다.이에 J리그 연맹에서는 가와사키 프론탈레의 1부 승격으로 가와사키시에서 두개 구단이 관중 확보를 위한 출혈 경쟁이 예상되며 또한 J리그 거품 인기가 걷히면서 침체 국면인 J리그에 도쿄 더비로 새로운 관중증가 요인에 대한 기대 등을 이유로 연고지 이전을 승인하였고 2001년 도쿄의 아지노모토 스타디움 개장과 때를 맞춰 도쿄로 복귀하며 이 같은 상황을 반영하듯 한국 프로야구에서는 롯데 자이언츠가 버티고 있는 부산에 제2구단 창단설이 있었으나 2개 이상 구단이 같은 연고지를 사용할 경우 먼저 연고지를 사용하고 있는 구단의 허락이 있어야 한다는 KBO 규약 탓인지  실현되지 못했다.
이후 2004년 천황배에서 주빌로 이와타를 꺾고 우승을 차지했으나, 2005년 리그 17위를 기록하면서 J리그 디비전 2로 강등되게 되었다. 하지만 2007년 2위를 차지하면서 J리그 디비전 1에 재승격했다.
2008년 '도쿄 베르디 1969'에서 '도쿄 베르디'로 구단 이름을 변경하였다. J리그 디비전 1에서 17위를 기록, 1년 만에 다시 강등되었다.
J리그 디비전 2 강등 이후, 2009년 모기업인 닛폰 TV의 경영악화로 재정적 위기를 겪었다. 최대주주였던 닛폰 TV는 더 이상의 지원이 불가하다고 보고 구단의 주식을 전량 양도하는 결정을 내렸다. 결국 2009년 9월 16일(이하 한국시간) 임시 주주총회를 통해 보유주식 98.8%를 새로운 법인인 '도쿄 베르디 홀딩스'에 양도하게 되었다. 이 주식양도를 통해 요미우리 그룹은 1969년 요미우리 축구단부터 40년간 유지해 온 축구단 경영에서 완전히 물러나게 되었고, 대주주가 된 도쿄 베르디 홀딩스는 구단 경영을 위해 2009년 7월에 설립된 회사로 재일동포이자 유스팀 출신인 최창량씨가 회장을 맡고 있었다. 도쿄 베르디 홀딩스는 2009년 9월 중순까지 닛폰 TV로부터 주식을 양도받은 뒤, 10월1일부터 최대 주주 지위에 올랐고, 그동안 'NTV FC주식회사'였던 베르디의 법인명도 도쿄 베르디 1969 풋볼 클럽 주식회사로 바뀌게 되었다.

## 구단 및 법인 명칭 변경사
구단 및 법인명칭 변경 역사는 다음과 같다.
- 구단 호칭 변경 역사

| 연도            | 이름               | 비고 |
| --------------- | ------------------ | ---- |
| 1969년 ~ 1991년 | 요미우리 축구 클럽 |      |
| 1992년 ~ 2000년 | 베르디 가와사키    |      |
| 2001년 ~ 2007년 | 도쿄 베르디 1969   |      |
| 2008년 ~ 현재   | 도쿄 베르디        |      |

- 법인 명칭 변경 역사

| 연도                              | 이름                    | 비고 |
| --------------------------------- | ----------------------- | ---- |
| 1969년 ~ 1991년                   | 요미우리 축구 클럽      |      |
| 1991년 ~ 1999년 1월 31일          | 요미우리 일본 축구 클럽 |      |
| 1999년 2월 1일 ~ 2009년 10월 20일 | FC 닛폰                 |      |
| 2009년 10월 21일 ~ 현재           | 도쿄 베르디 1969        |      |

## 역대 우승 기록
다음 우승기록은 요미우리 축구단 시절을 포함한다.
- J리그 (2) : 1993,1994
- J리그컵 (야마자키 나비스코컵) (3) : 1992,1993,1994
- 천황배 (5) : 1984,1986,1987,1996, 2004
- 슈퍼컵 (제록스 슈퍼컵) (4) : 1984,1994,1995, 2005
- 아시안 클럽 챔피언십 (1) : 1987
- JSL (일본사커리그) (5) : 1983,1984,1986-87,1990-91,1991-92

## 선수단

### 현재 선수 명단
2025년 6월 9일 기준

참고: FIFA 자격 규정에 따라 소속된 국가대표팀 국기를 표시합니다. 선수는 복수의 FIFA 비회원국 국적을 가지고 있을 수 있습니다.
| 번호 | 포지션 | 국적 | 이름            |
| ---- | ------ | ---- | --------------- |
| 1    | GK     |      | 마테우스 비도토 |
| 2    | DF     |      | 후카자와 다이키 |
| 4    | DF     |      | 하야시 나오키   |
| 6    | DF     |      | 미야하라 카즈야 |
| 8    | MF     |      | 사이토 코스케   |
| 10   | FW     |      | 키무라 유다이   |
| 14   | MF     |      | 후쿠다 유야     |
| 19   | MF     |      | 마쓰하시 위안   |
| 20   | MF     |      | 메시노 소마     |

| 번호 | 포지션 | 국적 | 이름              |
| ---- | ------ | ---- | ----------------- |
| 23   | MF     |      | 츠나시마 유토     |
| 25   | FW     |      | 쿠마토리야 잇세이 |
| 26   | DF     |      | 우치다 요스케     |
| 27   | FW     |      | 시라이 료스케     |
| 30   | MF     |      | 카와무라 가쿠토   |

## 역대 감독
| 감독                | 임기      |
| ------------------- | --------- |
| 네우시뉴 바프치스타 | 1995~1996 |
| 장외룡              | 2000      |
| 오스발도 아르딜레스 | 2003~2005 |
| 바당                | 2005      |
| 미우라 야스토시     | 2013      |
| 토가시 코우치       | 2014~2016 |
| 미겔 앙헬 로티나    | 2016~2018 |
| 조후쿠 히로시       | 2022~     |

## 같이 보기
- 닛폰 TV 도쿄 베르디 벨레자
- 일본 사커 리그
- J리그
- J1리그
- J2리그
- J3리그